# Deák Gábor (százados)
Kehidai Deák Gábor Ignác (Zalatárnok, 1812. július 1. – Novara, Olaszország, 1848) királyi testőr, százados.

## Élete
A Zala vármegyei nemesi származású kehidai Deák család sarja. Édesapja, kehidai Deák József (1764-1831), földbirtokos, főhadnagy, édesanyja nemtelen származású István Katalin (1780-1850) volt. Deák Gábor unokatestvérével, Deák Ferenccel nevelkedett Zalatárnokon, Deák József és István Katalin otthonában.
Deák Gábor, alig 18 évesen, 1830. április 8-ától önköltséges hadapród lett, majd 1831. szeptember 1-étől káplár a 48. (Gollner) gyalogezredben. A testőrségnél 1834. január 1. és 1838. december 31. között szolgált, és az utolsó évében, Zala vármegye ajánlatára almásodtestőrőrmesterként. Ez idő alatt 1836-ban beosztották a prágai koronázásra kirendelt testőrkülönítménybe. A gárdától alhadnagyi rangban került a 32. (Este) gyalogezredhez, amelyen 1842-ben főhadnaggyá, 1847-ben pedig II. századossá léptették elő.
1848-ban 36 évesen és nőtlen hunyt el Novarán, Olaszországban.